# 新城 (川崎市)
新城（しんじょう）は、神奈川県川崎市中原区の地名。現行行政町名としては町丁としての新城1丁目から5丁目と、大字としての新城が併存している。このうち新城一-五丁目は1979年（昭和54年）11月5日に住居表示が実施されている。
なお、「新城」を冠した町（上新城、新城中町、下新城）が新城の近隣にあるが、これらは新城から分離されて設置された（後述）。

## 地理
中原区の西端に位置し、全体に平地である。武蔵新城駅の南口を中心として商店街が広がり、その周囲は住宅地となっている。
新城は北端で南武線を境界として高津区末長や上新城と、東端で新城中町と、南端で下新城と、西端で高津区の千年新町や新作と接している（特記のない町域は中原区）。

### 地価
住宅地の地価は、2025年（令和7年）1月1日の公示地価によれば、新城4-11-6の地点で41万円/m²となっている。

## 歴史

### 中世以前
当地は稲毛本荘中心（宮内 (川崎市)）に近く、そこから新田開発が平安末期以降行われた。「稲毛本荘検注目録」にもその様子が残っている。ただし「小田原衆所領役帳」に「稲毛荘木月郷屋けへ方」とあり、この「屋けへ」が当地内の小名に比定されているように他村の一部であり、新城が1村となるのは江戸時代に入ってからであった。

### 近世
江戸時代の当初、当地は天領だったが、天正年間には旗本である中川氏に賜われ、同氏の支配が幕末まで続いた。農地としては「水田多くして陸田少」なく、村高は、正保年間の「武蔵田園簿」で200石、「元禄郷帳」や「天保郷帳」、幕末の「旧高旧領取調帳」では300石となっていた。
用水は二ヶ領用水の分流から取ったほか、岩川村（現在の千年）との間に溜池があった。農間には菰蓆作りも行われたほか、全体が平地であり薪の確保が困難なので、野川や千年まで出かけて開墾を行い、切り株をもらって来るようなことも行われていた。また、将軍が近隣で鷹狩をする際に、当地からも人足が徴発されていた。

### 近現代
明治維新後、当地は神奈川県に属し、新城村→中原村→中原町→川崎市と推移していった。野菜や桃が作られるようになる、不在地主が増えるなどの現象はあったものの、当地は農地として推移していた。
1927年（昭和2年）に南武鉄道（現在の南武線）が開通して武蔵新城駅が設置され、1942年（昭和17年）には武蔵新城駅南側の、現在の新城に当たる地の水田が、南武線経由や近隣から運ばれた土砂で埋め立てられ、規則正しい道路を持った住宅地へと変貌していった。戦後には1950年頃から南側に商店が進出し始め、武蔵新城駅に南口が開設されたのと前後して、駅南側が完全に商業地と化した。
当地には明治時代から続く7つの小字があったが、地元にはあまり定着しておらず、上・中・下の3分割で呼ばれており、昭和30年代の土地改良後にはその3つに加え、昭和17年に埋め立てられた区域を含む中央の4町会が成立した。1979年（昭和54年）、中原区内で初めて行われた当地の住居表示では、この4町会をほぼそのまま活かす形で、上新城、新城中町、下新城、新城の町が設置された。

### 地名の由来
平安末期から近隣に存在した「稲毛庄」に対して新しく開かれた地が「新庄」と呼ばれ、のちに文字が転じたものと考えられている。

### 沿革
- 1204年（元久元年）- 「武蔵国稲毛新庄」が記録に残る[8]。
- 1611年（慶長16年）- 二ヶ領用水が完成。当地も潤される。
- 1868年（明治元年）- 明治維新。当地は神奈川県に属する。
- 1874年（明治7年）- 大区小区制施行により、当地は第5大区第3小区に属する[13]。
- 1889年（明治22年）- 町村制施行により中原村が成立。新城はその大字となる。
- 1917年（大正6年）- 電灯がともる[13]。
- 1923年（大正12年）- 関東大震災。当地も被害を受ける。
- 1925年（大正14年）- 中原村と住吉村の大半が合併して中原町を新設。当地は中原町新城となる。
- 1927年（昭和2年）- 南武鉄道が開通、武蔵新城駅が設置される。
- 1933年（昭和8年）- 中原町が川崎市に編入される。川崎市新城となる。
- 1942年（昭和17年）- 駅南側の水田が埋め立てられ、住宅地となる。
- 1957年（昭和32年）- 土地改良事業が開始される[13]。
- 1965年（昭和40年）- 武蔵新城駅の南口が開設される[13]。
- 1972年（昭和47年）- 川崎市が政令指定都市に移行。川崎市中原区新城となる。
- 1979年（昭和54年）- ほとんどの区域で住居表示が施行され、新城1丁目～5丁目、上新城1丁目・2丁目、新城中町、下新城1丁目～3丁目が設置される。
- 2022年（令和4年） - 神奈川県は新城、新城1丁目、同3丁目、同5丁目を県暴力団排除条例に基づき暴力団排除特別強化地域に指定[14]。

## 世帯数と人口
2025年（令和7年）6月30日現在（川崎市発表）の世帯数と人口は以下の通りである。
| 大字・丁目 | 世帯数    | 人口    |
| ---------- | --------- | ------- |
| 新城       | 120世帯   | 168人   |
| 新城1丁目  | 819世帯   | 1,296人 |
| 新城2丁目  | 533世帯   | 1,129人 |
| 新城3丁目  | 462世帯   | 671人   |
| 新城4丁目  | 231世帯   | 470人   |
| 新城5丁目  | 653世帯   | 858人   |
| 計         | 2,818世帯 | 4,592人 |

### 人口の変遷
国勢調査による人口の推移。
| 年                 | 人口  |
| ------------------ | ----- |
| 1995年（平成7年）  | 4,048 |
| 2000年（平成12年） | 3,895 |
| 2005年（平成17年） | 4,054 |
| 2010年（平成22年） | 3,916 |
| 2015年（平成27年） | 4,243 |
| 2020年（令和2年）  | 4,407 |

### 世帯数の変遷
国勢調査による世帯数の推移。
| 年                 | 世帯数 |
| ------------------ | ------ |
| 1995年（平成7年）  | 1,893  |
| 2000年（平成12年） | 1,980  |
| 2005年（平成17年） | 2,171  |
| 2010年（平成22年） | 2,340  |
| 2015年（平成27年） | 2,470  |
| 2020年（令和2年）  | 2,680  |

## 学区
市立小・中学校に通う場合、学区は以下の通りとなる（2022年3月時点）。
| 大字・丁目 | 番地 | 小学校             | 中学校               |
| ---------- | ---- | ------------------ | -------------------- |
| 新城       | 全域 | 川崎市立末長小学校 | 川崎市立橘中学校     |
| 新城一丁目 | 全域 | 川崎市立新城小学校 | 川崎市立西中原中学校 |
| 新城二丁目 | 全域 | 川崎市立新城小学校 | 川崎市立西中原中学校 |
| 新城三丁目 | 全域 | 川崎市立新城小学校 | 川崎市立西中原中学校 |
| 新城四丁目 | 全域 | 川崎市立新城小学校 | 川崎市立西中原中学校 |
| 新城五丁目 | 全域 | 川崎市立新城小学校 | 川崎市立西中原中学校 |

## 事業所
2021年（令和3年）現在の経済センサス調査による事業所数と従業員数は以下の通りである。
| 大字・丁目 | 事業所数  | 従業員数 |
| ---------- | --------- | -------- |
| 新城       | 25事業所  | 89人     |
| 新城1丁目  | 138事業所 | 1,341人  |
| 新城2丁目  | 32事業所  | 146人    |
| 新城3丁目  | 150事業所 | 1,084人  |
| 新城4丁目  | 22事業所  | 142人    |
| 新城5丁目  | 81事業所  | 615人    |
| 計         | 448事業所 | 3,417人  |

### 事業者数の変遷
経済センサスによる事業所数の推移。
| 年                 | 事業者数 |
| ------------------ | -------- |
| 2016年（平成28年） | 451      |
| 2021年（令和3年）  | 448      |

### 従業員数の変遷
経済センサスによる従業員数の推移。
| 年                 | 従業員数 |
| ------------------ | -------- |
| 2016年（平成28年） | 3,357    |
| 2021年（令和3年）  | 3,417    |

## 交通

### 鉄道

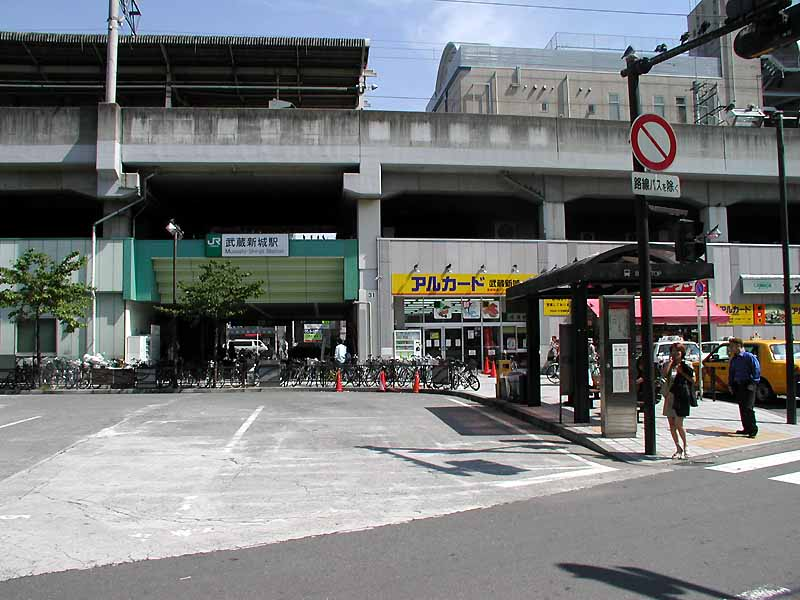
武蔵新城駅南口

南武線が当地の北端を通過しており、武蔵新城駅の南口が当地と隣接している。

### 路線バス
武蔵新城駅を基点として、各方面へのバスが運行されている。

## 施設

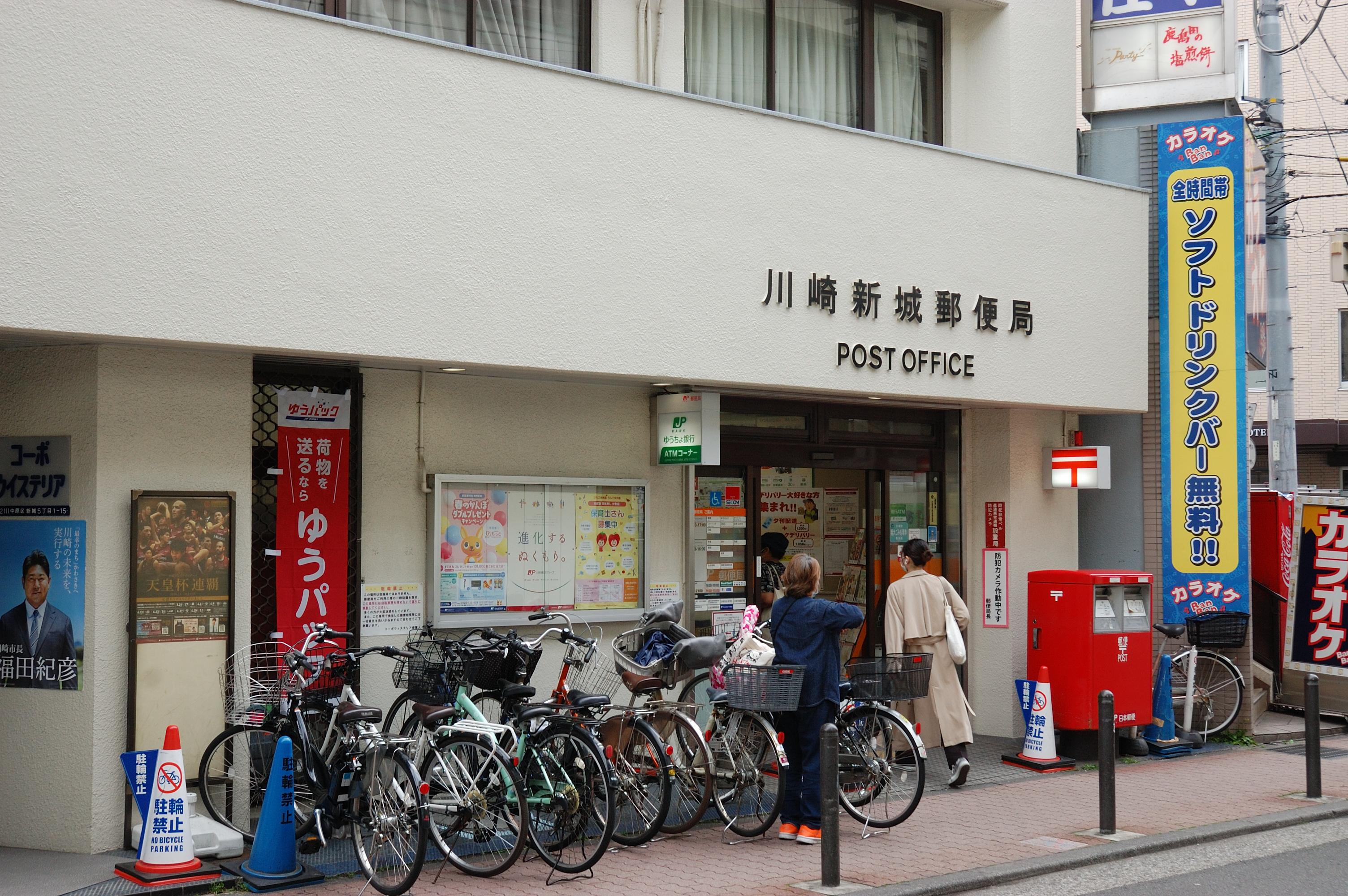
川崎新城郵便局

駅周辺には、あいモール・サンモール・マイロードなど商店街が広がっており、大規模な店舗としてはスーパーマーケットのマルエツがある。

### 金融機関
- 川崎新城郵便局
- 横浜銀行 新城支店
- 川崎信用金庫 新城支店
- セレサ川崎農業協同組合 新城支店

## その他

### 日本郵便
- 郵便番号 : 211-0044[3]（集配局 : 中原郵便局[25]）

### 警察
町内の警察の管轄区域は以下の通りである。
| 大字・丁目 | 番・番地等 | 警察署     | 交番・駐在所     |
| ---------- | ---------- | ---------- | ---------------- |
| 新城       | 全域       | 中原警察署 | 武蔵新城駅前交番 |
| 新城1丁目  | 全域       | 中原警察署 | 武蔵新城駅前交番 |
| 新城2丁目  | 全域       | 中原警察署 | 武蔵新城駅前交番 |
| 新城3丁目  | 全域       | 中原警察署 | 武蔵新城駅前交番 |
| 新城4丁目  | 全域       | 中原警察署 | 武蔵新城駅前交番 |
| 新城5丁目  | 全域       | 中原警察署 | 武蔵新城駅前交番 |